# Grand Prix Španělska 2024
Grand Prix Španělska 2024 (oficiálně Formula 1 Aramco Gran Premio de España 2024) se jela na okruhu Circuit de Catalunya v Montmeló ve Španělsku dne 23. června 2024. Závod byl desátým v pořadí v sezóně 2024 šampionátu Formule 1.

## Kvalifikace
Kvalifikace se uskutečnila 22. června 2024 v 16:00 místního času (UTC+2).
| Poř.                        | Č. | Jezdec           | Konstruktér                  | Časy v kvalifikaci | Časy v kvalifikaci | Časy v kvalifikaci | Pořadí na startu |
| Poř.                        | Č. | Jezdec           | Konstruktér                  | Q1                 | Q2                 | Q3                 | Pořadí na startu |
| --------------------------- | -- | ---------------- | ---------------------------- | ------------------ | ------------------ | ------------------ | ---------------- |
| 1                           | 4  | Lando Norris     | McLaren-Mercedes             | 1:12.386           | 1:11.872           | 1:11.383           | 1                |
| 2                           | 1  | Max Verstappen   | Red Bull Racing-Honda RBPT   | 1:12.306           | 1:11.653           | 1:11.403           | 2                |
| 3                           | 44 | Lewis Hamilton   | Mercedes                     | 1:12.143           | 1:11.792           | 1:11.701           | 3                |
| 4                           | 63 | George Russell   | Mercedes                     | 1:12.456           | 1:11.812           | 1:11.703           | 4                |
| 5                           | 16 | Charles Leclerc  | Ferrari                      | 1:12.257           | 1:12.038           | 1:11.731           | 5                |
| 6                           | 55 | Carlos Sainz Jr. | Ferrari                      | 1:12.403           | 1:11.874           | 1:11.736           | 6                |
| 7                           | 10 | Pierre Gasly     | Alpine-Renault               | 1:12.651           | 1:12.079           | 1:11.857           | 7                |
| 8                           | 11 | Sergio Pérez     | Red Bull Racing-Honda RBPT   | 1:12.477           | 1:12.054           | 1:12.061           | 11               |
| 9                           | 31 | Esteban Ocon     | Alpine-Renault               | 1:12.691           | 1:12.109           | 1:12.125           | 8                |
| 10                          | 81 | Oscar Piastri    | McLaren-Mercedes             | 1:12.460           | 1:12.011           | Bez času           | 9                |
| 11                          | 14 | Fernando Alonso  | Aston Martin Aramco-Mercedes | 1:12.505           | 1:12.128           |                    | 10               |
| 12                          | 77 | Valtteri Bottas  | Kick Sauber-Ferrari          | 1:12.758           | 1:12.227           |                    | 12               |
| 13                          | 27 | Nico Hülkenberg  | Haas-Ferrari                 | 1:12.708           | 1:12.310           |                    | 13               |
| 14                          | 18 | Lance Stroll     | Aston Martin Aramco-Mercedes | 1:12.881           | 1:12.372           |                    | 14               |
| 15                          | 24 | Čou Kuan-jü      | Kick Sauber-Ferrari          | 1:12.880           | 1:12.738           |                    | 15               |
| 16                          | 20 | Kevin Magnussen  | Haas-Ferrari                 | 1:12.937           |                    |                    | 16               |
| 17                          | 22 | Júki Cunoda      | RB-Honda RBPT                | 1:12.985           |                    |                    | 17               |
| 18                          | 3  | Daniel Ricciardo | RB-Honda RBPT                | 1:13.075           |                    |                    | 18               |
| 19                          | 23 | Alexander Albon  | Williams-Mercedes            | 1:13.153           |                    |                    | PL               |
| 20                          | 2  | Logan Sargeant   | Williams-Mercedes            | 1:13.509           |                    |                    | 19               |
| 107 % času vítěze: 1:17.193 |    |                  |                              |                    |                    |                    |                  |
| Zdroj:                      |    |                  |                              |                    |                    |                    |                  |

Poznámky
1. ↑  Sergio Pérez obdržel penalizaci 3 míst na startu za to, že v minulém závodě pokračoval v jízdě po trati i poté, co byl jeho monopost vážně poškozen.
2. ↑  Alexander Albon se kvalifikoval jako 19., ale musel odstartovat z pit lane, jelikož došlo k úpravám na jeho pohonné jednotce během parc fermé.
3. ↑  Logan Sargeant obdržel penalizaci 3 míst na startu za zdržení Lance Strolla v Q1. O jednu pozici si ale polepšil, jelikož Albon startoval z pit lane.

## Závod
Závod se uskutečnil 23. června 2023 v 15:00 místního času (UTC+2).
| Poř.                                                                     | No. | Jezdec           | Konstruktér                  | Počet kol | Čas/Odstoupení | Start | Body |
| ------------------------------------------------------------------------ | --- | ---------------- | ---------------------------- | --------- | -------------- | ----- | ---- |
| 1                                                                        | 1   | Max Verstappen   | Red Bull Racing-Honda RBPT   | 66        | 1:28:20.227    | 2     | 25   |
| 2                                                                        | 4   | Lando Norris     | McLaren-Mercedes             | 66        | +2.219         | 1     | 19   |
| 3                                                                        | 44  | Lewis Hamilton   | Mercedes                     | 66        | +17.790        | 3     | 15   |
| 4                                                                        | 63  | George Russell   | Mercedes                     | 66        | +22.320        | 4     | 12   |
| 5                                                                        | 16  | Charles Leclerc  | Ferrari                      | 66        | +22.709        | 5     | 10   |
| 6                                                                        | 55  | Carlos Sainz Jr. | Ferrari                      | 66        | +31.028        | 6     | 8    |
| 7                                                                        | 81  | Oscar Piastri    | McLaren-Mercedes             | 66        | +33.760        | 9     | 6    |
| 8                                                                        | 11  | Sergio Pérez     | Red Bull Racing-Honda RBPT   | 66        | +59.524        | 11    | 4    |
| 9                                                                        | 10  | Pierre Gasly     | Alpine-Renault               | 66        | +1:02.025      | 7     | 2    |
| 10                                                                       | 31  | Esteban Ocon     | Alpine-Renault               | 66        | +1:11.889      | 8     | 1    |
| 11                                                                       | 27  | Nico Hülkenberg  | Haas-Ferrari                 | 66        | +1:19.215      | 13    |      |
| 12                                                                       | 14  | Fernando Alonso  | Aston Martin Aramco-Mercedes | 65        | +1 kolo        | 10    |      |
| 13                                                                       | 24  | Čou Kuan-jü      | Kick Sauber-Ferrari          | 65        | +1 kolo        | 15    |      |
| 14                                                                       | 18  | Lance Stroll     | Aston Martin Aramco-Mercedes | 65        | +1 kolo        | 14    |      |
| 15                                                                       | 3   | Daniel Ricciardo | RB-Honda RBPT                | 65        | +1 kolo        | 18    |      |
| 16                                                                       | 77  | Valtteri Bottas  | Kick Sauber-Ferrari          | 65        | +1 kolo        | 12    |      |
| 17                                                                       | 20  | Kevin Magnussen  | Haas-Ferrari                 | 65        | +1 kolo        | 16    |      |
| 18                                                                       | 23  | Alexander Albon  | Williams-Mercedes            | 65        | +1 kolo        | PL    |      |
| 19                                                                       | 22  | Júki Cunoda      | RB-Honda RBPT                | 65        | +1 kolo        | 17    |      |
| 20                                                                       | 2   | Logan Sargeant   | Williams-Mercedes            | 64        | +2 kola        | 19    |      |
| Nejrychlejší kolo: Lando Norris (McLaren-Mercedes) – 1:17.115 (51. kolo) |     |                  |                              |           |                |       |      |
| Zdroj:                                                                   |     |                  |                              |           |                |       |      |

Poznámky
1. ↑  Včetně bodu za nejrychlejší kolo.
2. 1 2  Nico Hülkenberg a Júki Cunoda obdrželi penalizaci 5 sekund za překročení rychlosti v pit lane. Jejich finální pozice tím ale nebyla ovlivněna.

## Průběžné pořadí po závodě
|        | Pořadí | Jezdec           | Body |
| ------ | ------ | ---------------- | ---- |
|        | 1      | Max Verstappen   | 219  |
| 1      | 2      | Lando Norris     | 150  |
| 1      | 3      | Charles Leclerc  | 148  |
|        | 4      | Carlos Sainz Jr. | 116  |
|        | 5      | Sergio Pérez     | 111  |
| Zdroj: |        |                  |      |

|        | Pořadí | Konstruktér                  | Body |
| ------ | ------ | ---------------------------- | ---- |
|        | 1      | Red Bull Racing-Honda RBPT   | 330  |
|        | 2      | Ferrari                      | 270  |
|        | 3      | McLaren-Mercedes             | 237  |
|        | 4      | Mercedes                     | 151  |
|        | 5      | Aston Martin Aramco-Mercedes | 58   |
| Zdroj: |        |                              |      |